# Родины
Роди́ны (бел. Радзіны) — семейно-бытовые обряды, сопровождающие рождение ребёнка у славян. В переносном смысле — праздник по случаю рождения ребёнка, который в древности имел магическое значение принятия в род нового члена. Главным отправителем как обрядовых, так и акушерских действий являлась повитуха, причём её приглашали к роженице даже в том случае, если роды состоялись без неё.

## Определение
В узком смысле под родинами понимают только обряд, сопровождающий физические роды, рождение ребенка, а крестины и послеродовые обряды от них отделяют.
В широком смысле в родильные обряды включаются и роды, и крестины, и послеродовые очистительные и обережные обряды («размывание рук», «похороны последа» и т. д.).

## Поверья, сопровождавшие беременность и роды

### Середина беременности
Середина беременности — живая половина, совпадающая с первым движением плода, ср.: «Когда беременная почувствует первое движение ребёнка и при этом взглянет и подумает про мужчину, то будет мальчик»; «Мужья избегали совокупляться после половины беременности, так как ангел приносит младенческую душу»; у украинцев: «Предосторожности <беременной> появляются преимущественно на двадцатой неделе, когда почувствует движение ребёнка»; «Если через двадцать недель не „почулася“ — может родиться неживым» и, особенно: «Если в первый раз почувствует шевеление в утробе во время кормления скотины (…) будет ему удача в скотоводстве; если в то время, когда стоит на реке, то ребёнок будет хорошим рыболовом; если на базаре — торговцем».
В Судогодском районе Владимирской области будущие родители предпринимали ряд действий по «привлечению» к будущему ребёнку хороших качеств:
Чтобы младенец был чист лицом, повитуха благословляла беременную женщину мести пол — чем чище она метёт, тем меньше изъянов будет на коже ребёнка. Будущей матери советовали употреблять в пищу «правильные» продукты: чтобы дети были белокожими, надо есть капусту и пить молоко, чтобы были румяными — красные ягоды.

### Облегчение родов
Роженица должна была перешагнуть через хомут. Расстёгивание пуговиц на одежде у присутствующих в доме во время родов людей также должно было ей помочь: «Чтобы нигде не связывало». Среди довольно странных способов облегчения трудных родов можно назвать привязывание роженицы к воронцу (брусу от печи до стены) и её встряхивание за ноги.
В доме открывали все двери, роженице распускали волосы и развязывали все узлы на её одежде.
Заговоры осуществлялись с помощью воды или теста. В случае тяжёлых родов повитуха месила тесто и обмазывала им живот роженицы, произнося заклинание. Женщину могли поить святой или настоянной на чистотеле водой.

#### «Роды вдвоём»
Отец в целом играл значительную роль. Но, как отмечают исследователи, не повсеместно. Функции его варьировались: в одних регионах присутствие его на родах признавали нежелательным, и он уходил из дома вместе с родственниками; в других — выполнял роль пассивного зрителя, либо оказывал определённую помощь жене и повивальной бабке (приносил и уносил воду, поддерживал жену во время потуг и др.); в третьих — осуществлял символическую замену роженицы (обряд, называемый французским термином кувада). Последний фиксировался в Костромской, Пензенской, Нижегородской и в других областях, в Полесье. «Роды вдвоём» имели разный характер и происхождение. Муж мог страдать «помимо воли» (в зависимости от действий, реже — специальных заговорных формул роженицы и повивальной бабки) и «изображать родовые муки сознательно». При этом в белорусских поверьях, например, отмечается, что ранее данным умением обладали все мужчины.

### «Правка» новорожденного
Данная составляющая включала действия повитухи, направленные на формирование головы и лица (ноздрей) младенца, придание крепости его телу, манипуляции с пуповиной, обмыванием и одеванием (повиванием).
Главными среди них можно считать перерезание и завязывание пуповины. Именно эти действия направляли и «корректировали» природу. Важными акциями становились выбор материала для завязывания (для девочек, например, женские стебли льна и конопли), измерение расстояния, на котором должны быть завязаны пуповины мальчика и девочки, выбор предмета, на котором осуществляется обряд (мужские и женские орудия труда). Пуповину либо сохраняли, либо закапывали. На этом основании Г. И. Кабакова считает эту реалию «двойником» младенца.
Значимы также первое купание и особенно одевание (повивание) младенца.
В Вятском крае в обязанности повивальной бабки также входил первоначальный осмотр ребёнка: головы, лица, позвоночника, ручек и ножек: «Новорождённых повитухи тотчас же начинают мыть и парить в жарком пару; причём стараются заметить у них неправильности органов и выправить их — гнут ножки и спину. Чаще всего повитухи употребляют все силы сделать продолговатую головку новорождённого кругленькой».

### Допекание новорождённого в печи
Если родившийся младенец не подавал признаков жизни, то повивальная бабка проводила ритуалы, имитирующие повторное рождение. Так, она могла протащить его через родительскую одежду: мальчика — через отцовскую, а девочку — через материнскую. И даже, обмазав ребёнка тестом, могла поместить его на время в остывающую печь, имитируя допекание или перепекание, то есть доделывание или переделывание ребёнка.
Для нормализации дыхания ребёнка повитуха либо просто хлопала дитя по спине, либо подбрасывала ребёнка, читая молитвы или заговоры.

### Обряды с последом

#### «Распрямление дороги»
Сразу после рождения повитуха укладывала плаценту (рисунок которой напоминает ветки дерева) на белую тряпицу, рушник (полотенце), расправляла и делала некие магические действия, напоминающие разглаживающий массаж «ветвей древа», то есть сосудов плаценты, распрямляла «жизненный путь, жизненную дорогу» ребёнку. При таком действии она приговаривала: «Как ветви дерева прямые, так и жизнь твоя будет прямой. Как это дерево крепко, так и жизнь твоя будет крепкой».
Эти действия старались производить, пока ребёнок ещё на пуповине — как «наполняющие силой» малыша и даже реанимационные (если малыш родился слабый), так как, согласно архаичным представлениям, из плаценты успевает прийти всё необходимое младенцу количество крови. По́зднее перерезание пуповины и массаж плаценты — одна из распространённых практик повитух и акушерок всего мира. Соответственно, раннего перерезания пуповины избегали из-за боязни «недодать крови» ребёнку.

#### «Похороны» и хранение последа
В народной традиции выработано представление о своеобразных заместителях или «двойниках» матери и ребёнка. К ним относят плеву («рубашку», «сорочку», «чепец» и др.) и плаценту («место», «детское место», «постель», «послед» и др.). «Двойники» укрепляют и защищают дом и одновременно включают ребёнка в его культурное пространство. Центральное место в действиях с плевой и плацентой занимает обряд захоронения.
Послед заворачивали в лоскут ткани и закапывали во дворе под деревом или баней. Это действо символизировало захоронение. Причём, «хоронить» послед нужно было обязательно пуповиной вверх, чтобы новорождённого не унесла преждевременная смерть, а в семье появлялись и другие малыши. В «могилу» нередко клали зерно и лили воду, чтобы умилостивить духов.
В некоторых регионах плеву, например, высушивают и рассматривают как амулет. Считается, что она сохраняет жизнь и здоровье в дальнем путешествии и на войне, приносит удачу в суде, любовных взаимоотношениях, придаёт красоту и др.

### Обряд размывания рук
Сущность обряда заключалась в «смывании кровной связи», установившейся на время родов между роженицей и повивальной бабкой.
Обряд размывания рук между роженицей и повитухой был распространён повсеместно и делался в обязательном порядке, не зависимо от того, как прошли роды.
Одно из лучших описаний обряда в этнографической литературе принадлежит Г. И. Кабаковой: «Повитуха приносит непочатую воду, наливает её в лохань, куда кладёт топор, косу или серп в зависимости от пола новорождённого, сыплет зерна овса, хмель, калину, яйцо, угольки; при этом каждому предмету приписывается свой смысл: топор нужен, чтобы мальчик скорее научился рубить деревья, серп — чтобы девочка хорошо жала и т. п. Воду по очереди льют друг на друга роженица и повитуха: на руки, на грудь, затем на спину, чтобы смыть нечистоту родов и чтобы у роженицы прибывало молоко, воду может заменять водка или овёс, поскольку символический смысл важнее гигиенической процедуры».
Считалось, что повитуха не может отказать, если её позвали к роженице, но были некоторые исключения. Если руки с предыдущей женщиной ещё «не размыли», то считалось, что руки повитухи «в крови» этой женщины, повитуха «нечистая» и к другой женщине идти не может.
Это был последний обряд, производившийся на 2, 3, 5, 7, 8, 9 или 12-й день.